# Mohammed Omar

Mohammed Omar

Mullah Mohammed Omar (tiếng Pashtun: ملا محمد عمر) (sinh năm 1960 tại Nodeh, tỉnh Oruzgan, Vương quốc Afghanistan,mất ngày 23 tháng 4 năm 2013) thường được gọi là Mullah Omar, là một lãnh tụ tinh thần của Taliban. Ông cũng là lãnh tụ de facto thứ 11 của Afghanistan từ 17/9/1996 đến 13/11/2001, dưới chức danh chính thức là "Chủ tịch Hội đồng Tối cao Afghanistan". Ông còn giữ chức "Thủ lĩnh Tinh thần" của Tiểu vương quốc Hồi giáo Afghanistan. Mohammed Omar là một người thân tín của Osama bin Laden.
Thông tin về Mohammed Omar không có nhiều. Chỉ có một vài bức ảnh nhưng đều không chính thức. Độ tin cậy của những bức ảnh về ông vẫn còn đang bị tranh cãi. Ngoài thông tin chắc chắn rằng ông bị chột một mắt thì những thông tin khác về ngoại hình của ông đều không thống nhất. Ngày 29 tháng 7 năm 2015, Omar được xác định đã qua đời vào năm 2013.